# Zumpango de Ocampo
Zumpango de Ocampo är en stad i Mexiko och huvudorten i kommunen Zumpango. Staden tillhör delstaten Mexiko och räknas till Mexico Citys storstadsområde. Staden hade 50 742 invånare vid folkräkningen år 2010.
Staden ligger där Zumpangosjön en gång låg. Den aztekiska härskaren Huitzilíhuitl föddes i Zumpango.

## Galleri

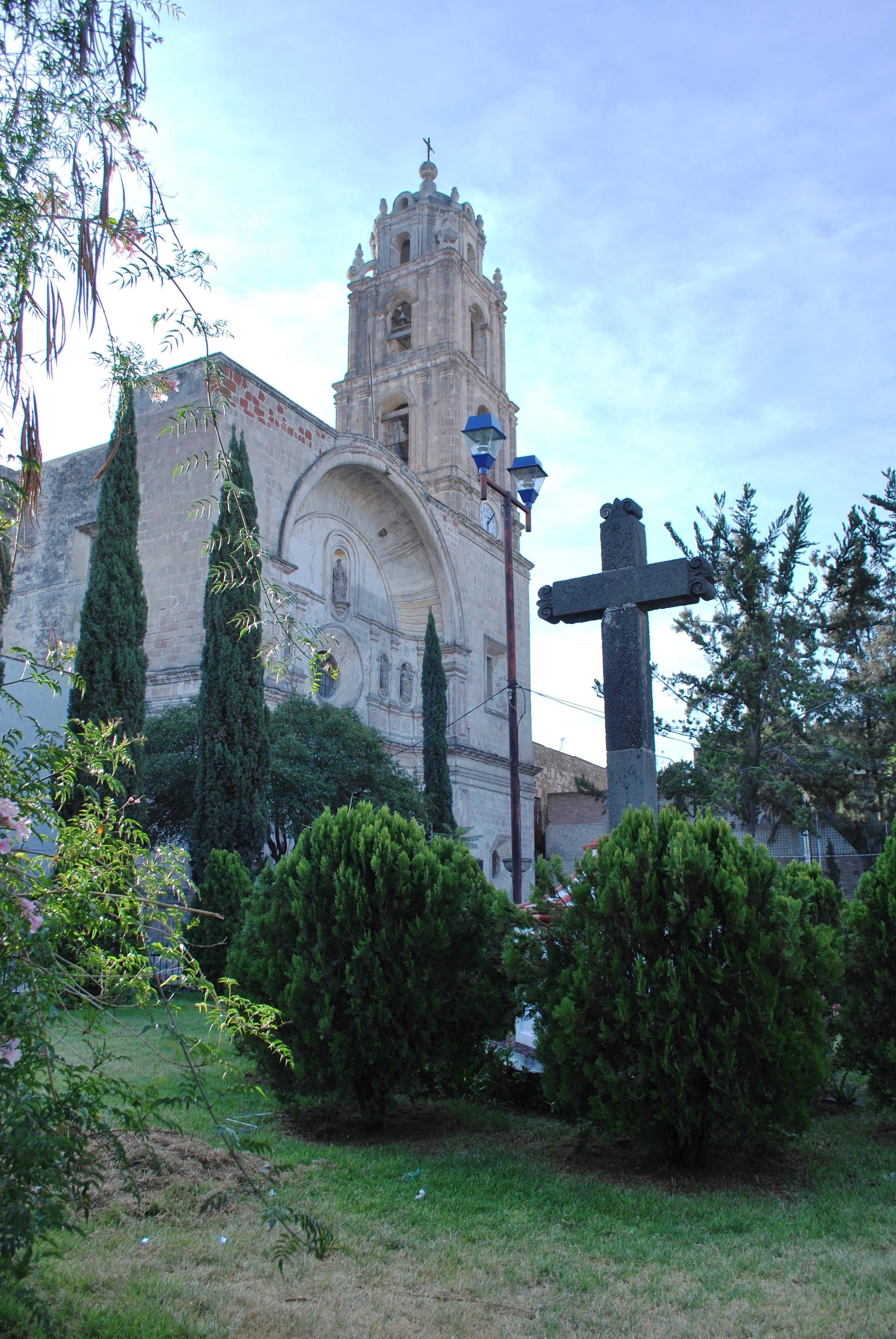
Kyrkan Parroquia de la Purisima Concepción
Parroquia de la Purisima Concepción
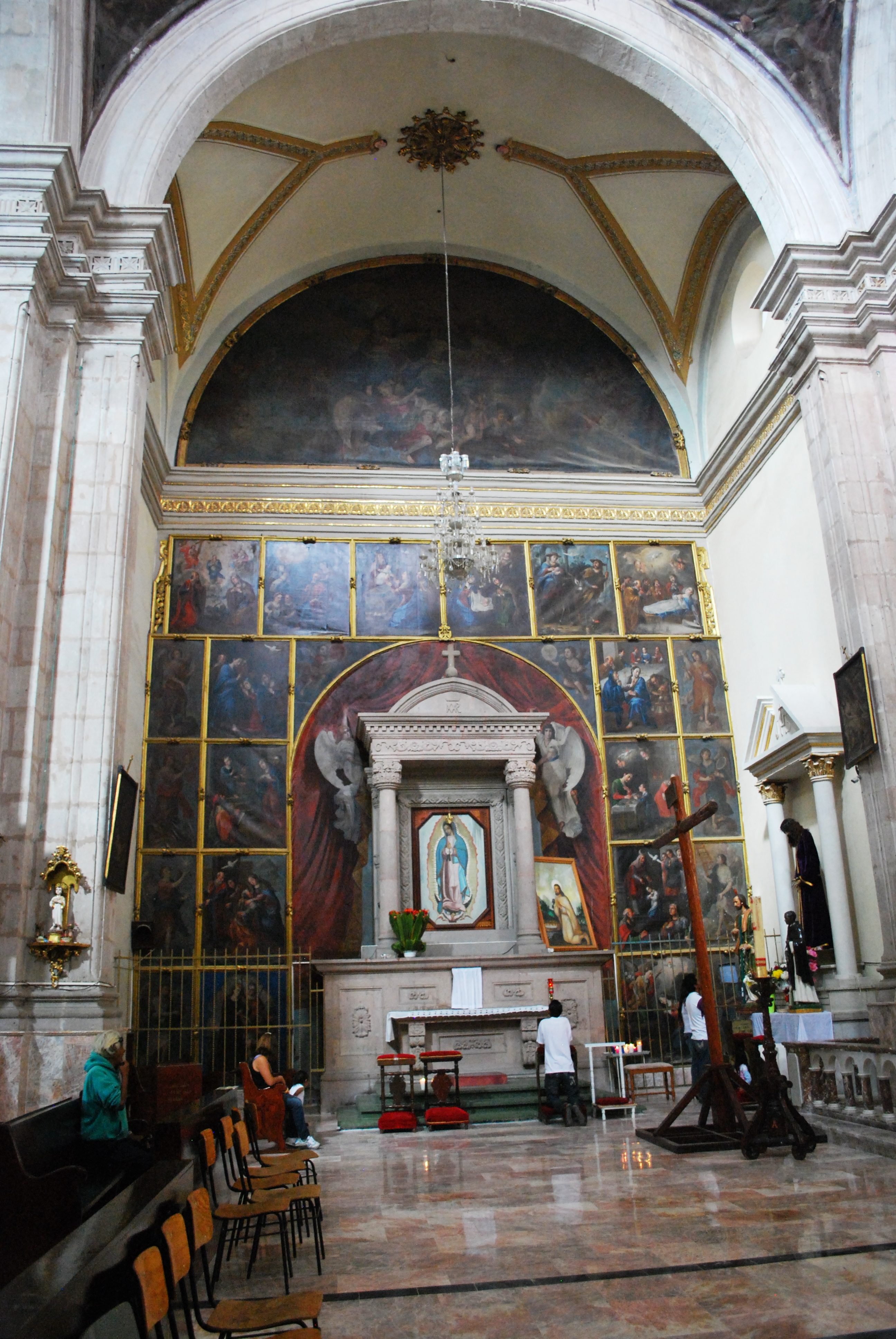
Parroquia de la Purisima, interiör.
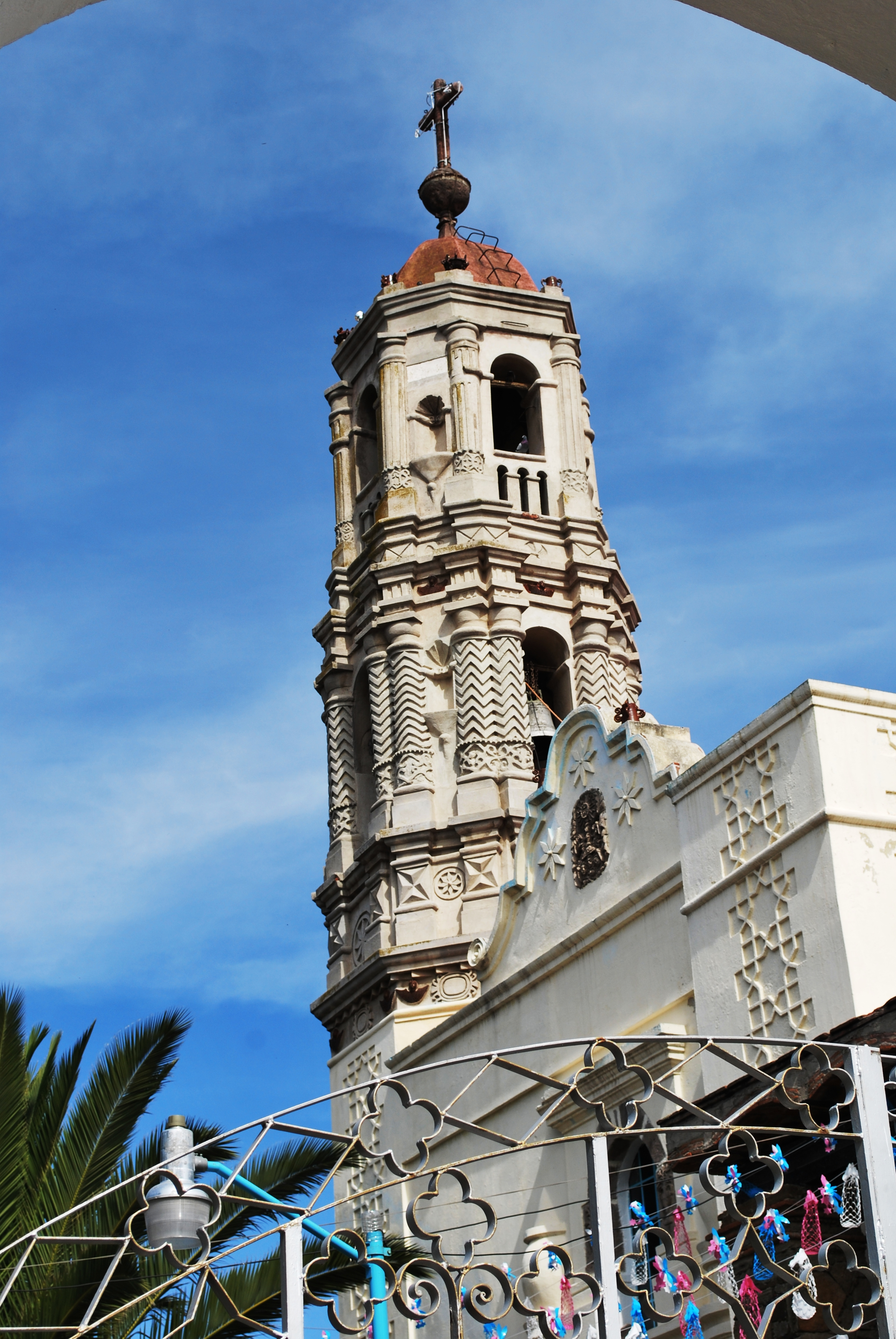
Klocktornet i kapellet Santa Maria de los Herreros.
Gata i centrum.